# Konvergencija (oko)
U oftalmologiji, konvergencija je istodobni pokret oba oka jedno prema drugome, obično u nastojanju da se održi postojan binokularni vid pri gledanju nekog predmeta. Ta kretnja je posredovana pomoću medijalnog pravog mišića, koji je inerviran III. kranijalnim živcem. Konvergencija je vrsta očnog pokreta koji spada u pokrete vergencije.
Najbliža točka konvergencije mjeri se tako da približavamo predmet nosu i promatramo kada će pacijent vidjeti dvostruko, ili skreće li jedno oko prema van. Normalno, najbliža točka konvercencije iznosi do 10 cm. Svaka vrijednost veća od 10 cm obično znači da se radi o egzoforiji.